# Cidadelhe (Mesão Frio)
Cidadelhe is een plaats (freguesia) in de Portugese gemeente Mesão Frio en telt 207 inwoners (2001).